# Công đồng Constantinopolis III
Công đồng Constantinopolis III diễn ra vào năm 680-681. Hoàng đế Constantinus IV triệu tập, dưới triều các Giáo hoàng Agatho và Leoô II. Khoảng 165 Giám mục Đông Phương, 6 Giám mục Tây Phương và 3 sứ thần tham dự. Công đồng họp 16 khóa từ 7 tháng 11 năm 680 đến 1 tháng 9 năm 681. Công đồng lên án Nhất chí thuyết (cũng dịch là Nhất ý thuyết) và dạy rằng Đức Kitô có hai ý chí: ý chí con người và ý chí Thiên Chúa.
Bản văn định tín của Công Đồng có thể chia làm 5 phần:
1. Lấy lại gần như hoàn toàn bản văn định tín của Chalcédoine.
2. Khẳng định hai ý chí nơi Đức Kitô, nhấn mạnh sự phân biệt đồng thời với sự hòa hợp: "Theo giáo huấn của các thánh phụ, chúng tôi tuyên bố nơi Đức Kitô có hai ý chí do bản tính và có hai năng lực do bản tính, không tách rời, không biến đổi, không chia cắt, không lẫn lộn. Và hai ý chí do bản tính ấy không đối ngược nhau - như những người lạc giáo vô đạo đã nói - Ý chí nhân loại tuân theo, chứ không đối lập hoặc ngăn trở, hơn thế nữa, còn "phục tùng" ý chí thần linh và quyền năng".
3. hẳng định hai năng lực (sinh hoạt) nơi Đức Kitô: "Chúng tôi cũng tôn vinh hai năng lực do bản tính, không tách rời, không biến đổi, không chia cắt, không lẫn lộn, nơi cùng một Chúa Giêsu Kitô là Thiên Chúa thật của chúng ta,nghĩa là năng lực thần linh và năng lực nhân loại, theo như lời lẽ rất minh bạch của Léon: mỗi bản tính thể hiện phần riêng của mình, hiệp thông với bản tính kia".
4. Tổng hợp vắn tắt giáo lý của Hội Thánh trước đó, nhưng được đặt trong tương quan với những khía cạnh cứu chuộc học bao hàm trong ấy, để rồi kết luận: "Chúng tôi tôn vinh hai ý chí và hai năng lực (sinh hoạt) do bản tính, cả hai cộng tác với nhau để cứu độ nhân loại".

Phần V là lời căn dặn, răn đe không được phép dạy một giáo lý nào khác.